# Anna Sergejewna Nasarowa (Leichtathletin)
Anna Sergejewna Nasarowa (russisch Анна Сергеевна Назарова, englische Transkription Anna Nazarova, verheiratete Kljaschtornaja – Кляшторная – Klyashtornaya; * 3. Februar 1986 in Leningrad, heute Sankt Petersburg, Sowjetunion) ist eine russische Weitspringerin.
Am 8. August 2012 belegte sie bei den Olympischen Spielen in London im Weitsprung mit einer Weite von 6,77 Meter den fünften Platz, der ihr später aberkannt wurde.

## Doping
Das Internationale Olympische Komitee (IOC) gab am 30. November 2017 bekannt, dass bei Nachtests von den Olympischen Spielen in London 2012 Nasarowa der Einnahme von Dehydrochlormethyltestosteron (Oral-Turinabol) überführt und als Dopingsünderin rückwirkend disqualifiziert wurde. Sie wurde Ende Oktober 2019 offiziell suspendiert und für zwei Jahre gesperrt.

## Persönliche Bestweite
- Weitsprung: 7,11 m, Moskau, 20. Juni 2012